# Collodictyon

Collodictyon је род једноћелијских еукариота чије блиско сродство није установљено ни са једним до сада описаним еукариотским царством. 

## Таксономија и филогенија
Тренутно су у овом роду препознате три врсте. Типска врста је Collodictyon triciliatum. Друга врста, Collodictyon sparsevacuolatum, живи у слаткима водама у Сједињеним Државама и Европи. Исправност описа врста Collodictyon sphaericum и Collodictyon hongkongense се доводи у питање. 